# باغ علی‌باقر
باغ علی‌باقر یکی از روستاهای دهستان چغاپور بخش کاکی شهرستان دشتی در استان بوشهر است.

## موقعیت
روستای باغ علی‌باقر از نظر تقسیمات کشوری در دهستان چغاپور بخش کاکی شهرستان دشتی استان بوشهر واقع است.

این روستای کوچک که هم‌اکنون فاقد سکنه ثابت می‌باشد در فاصلهٔ یک کیلومتری شرق روستای طویل دراز و فاصله مستقیم ۳۰ کیلومتری از شهر خورموج واقع شده‌است.
جمعی از اهالی این روستا که هم‌اکنون ساکن سایر نقاط از جمله خورموج، چغادک و بوشهر هستند، با هدف احیا این روستا اقدام به بازسازی مسجد و احداث حسینیه و منزل مسکونی در این ده نموده‌اند و با ایجاد موسسه خیریه حضرت رقیه(س) قصد کمک و یاری رساندن به خانواده بزرگ منشعب از این روستا (به ویژه یتیمان) را دارند.